# 利济讷
利济讷（法語：Lizines，法語發音：[lizin] ⓘ）是法国塞纳-马恩省的一个市镇，属于普罗万区。

## 地理
利济讷（48°31'37"N, 3°10'39"E）面积5.77 平方千米，位于法国法蘭西島大區塞纳-马恩省，该省份为法国北部内陆省份，北起瓦兹省，西接埃松省、马恩河谷省、塞纳-圣但尼省和瓦兹河谷省，南至卢瓦雷省，东南接约讷省，东临马恩省和奥布省，东北接埃纳省。
与利济讷接壤的市镇（或旧市镇、城区）包括：圣卢德诺、萨万、蒙图瓦地区索尼奥勒、迈松鲁日。

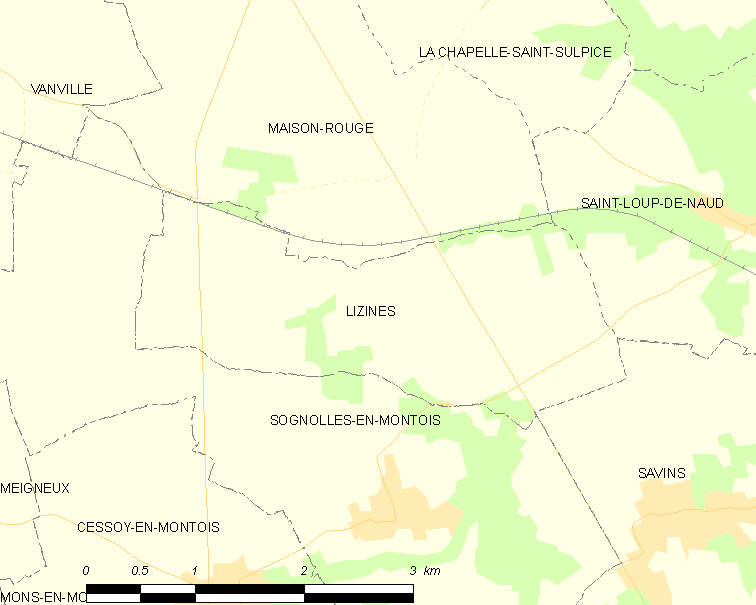
利济讷的OSM定位图

利济讷的时区为UTC+01:00、UTC+02:00（夏令时）。

## 行政
利济讷的邮政编码为77650，INSEE市镇编码为77256。

## 政治
利济讷所属的省级选区为普罗万县。

## 人口

1962-2008年间利济讷人口变化图示

利济讷于2022年1月1日时的人口数量为178人。